# Eurytoma euclus
Eurytoma euclus is een vliesvleugelig insect uit de familie Eurytomidae. De wetenschappelijke naam is voor het eerst geldig gepubliceerd in 1839 door Walker.